# Olmedilla de Alarcón
Pour les articles homonymes, voir Alarcon.
Olmedilla de Alarcón est une municipalité espagnole de la province de Cuenca, dans la région autonome de Castille-La Manche.